# Ben Visser
Ben Visser (ur. 6 lutego 1934 w Hadze) – holenderski polityk i urzędnik samorządowy, członek Partii Pracy, poseł do Parlamentu Europejskiego II i III kadencji.

## Życiorys
W 1953 ukończył szkołę średnią, później kształcił się na kursach szkoleniowych z zakresu finansów, ekonomii i prawa. Był redaktorem magazynu „Tijdschrift voor Openbaar Bestuur”. Pracował w administracji lokalnej m.in. w Hadze i Rotterdamie. W latach 1970–1984 pełnił funkcję dyrektora departamentu finansów w administracji miejskiej w Arnhem. Od 1983 do 1984 zasiadał w stanach prowincjonalnych Geldrii. Działał w Partii Pracy, zajmował różne stanowiska w regionalnych strukturach tego ugrupowania.
W 1984 uzyskał mandat posła do Parlamentu Europejskiego, z powodzeniem ubiegał się o reelekcję w 1989. W trakcie jego sprawowania należał do frakcji Partii Europejskich Socjalistów. W latach 1984–1987 zasiadał w Komisji ds. Transportu, następnie w latach 1987–1994 był członkiem Komisji ds. Transportu i Turystyki. W latach 1985–1987 wchodził w skład Delegacji ds. stosunków z Austrią. Od 1987 był członkiem Delegacji ds. stosunków z państwami ASEAN i Międzyparlamentarnej Organizacji ASEAN (AIPO) oraz Republiką Korei. W 1989 objął funkcję wiceprzewodniczącego tej delegacji i pełnił ją do 1994.